# Morgan Kaufmann Publishers
Morgan Kaufmann Publishers — американское издательство, специализирующееся на литературе по информатике.
Основано в 1984 году издателями Майклом Морганом (англ. Michael B. Morgan) и Уильямом Кауфманном (англ. William Kaufmann), а также специалистом по информатике Нильсом Нильссоном (швед. Nils Nilsson). В 1998 году издательство было поглощено корпорацией Harcourt General и превратилось в импринт академического издательства Academic Press — дочерней компании Harcourt. С 2001 года является импринтом подразделения по науке и технологиям издательства Elsevier.